# Conférence TransJurassienne
 (avril 2012).
Si vous disposez d'ouvrages ou d'articles de référence ou si vous connaissez des sites web de qualité traitant du thème abordé ici, merci de compléter l'article en donnant les références utiles à sa vérifiabilité et en les liant à la section « Notes et références ».

La Conférence TransJurassienne (CTJ) est un organisme de coopération transfrontalière qui agit à l'échelle de l'Arc jurassien franco-suisse. La CTJ a été rebaptisé "Arcjurassien.org" en mars 2021.

## L'Arc jurassien, périmètre de la CTJ
Le périmètre de la CTJ recouvre l’Arc jurassien, une région franco-suisse située au cœur de l’Europe entre le Rhin au nord et le Rhône au sud. Le périmètre géographique s’étend sur 22 000 km2 et regroupe, autour d’une frontière longue de 230 km, la région de Franche-Comté avec ses quatre départements (Doubs, Jura, Haute-Saône, Territoire de Belfort) et les quatre cantons suisses de Berne, Vaud, Neuchâtel et Jura. Sous l'impulsion, entre autres, de la CTJ, l'Arc jurassien montre depuis plusieurs années un réel dynamisme. Il demeure cependant une région périphérique marquée par une frontière de part et d'autre de laquelle le développement – parfois inégal – renforce certaines problématiques telle que celle des flux frontaliers par exemple. 

## La coopération transfrontalière: quels enjeux?
La coopération ne s’apparente plus à un choix mais à une nécessité au vu de l’importance des besoins de la population et des enjeux politiques, de services publics, d’équipements publics, en particulier dans le domaine des transports. Elle vise à renforcer la cohésion économique et sociale, particulièrement importante en période de crise, dans les zones frontalières. La frontière entre l’Union Européenne et la Suisse ne ressemble à aucune autre, puisqu'il s'agit juridiquement d'une frontière extérieure de l'Union européenne mais située géographiquement à l’intérieur de celle-ci. Les zones transfrontalières entre l'UE et la Suisse concernent 18 cantons suisses, c’est-à-dire 80 % du territoire helvétique et 11 Régions européennes. Au total, près de 200 000 travailleurs dont 130 000 français et 25 000 franc-comtois, viennent travailler chaque jour en Suisse. Cette réalité transfrontalière est génératrice d'enjeux, notamment sur le plan de l'aménagement du territoire et au niveau économique. La coopération permet de travailler en partenariat à la réalisation conjointe de projets structurants ou plus ponctuels à l'échelle d'un territoire frontalier. De nombreux exemples concrets de collaboration réussie témoignent de l'intensité des coopérations et prouvent que la culture du dialogue fonctionne. La politique communautaire de cohésion encourage par ailleurs les projets de coopération transfrontalière dans le cadre du programme Interreg France-Suisse.

## La Conférence TransJurassienne en bref
La CTJ est un organisme de coopération transfrontalière qui agit à l'échelle de l'Arc jurassien franco-suisse. Elle réunit le Conseil régional de Franche-Comté, la Préfecture de Région Franche-Comté et les cantons suisses de Berne, Vaud, Neuchâtel et Jura regroupés au sein de l'association arcjurassien.ch. La CTJ a pour objet de développer les échanges et d'améliorer la communication entre les institutions politiques et administratives de part et d'autre de la frontière. Depuis 2005, la CTJ s’est orientée vers un rôle plus structurant de coordination d'initiatives et de plate-forme de discussion. Elle a un rôle de réflexion, d'impulsion et d'accompagnement des projets. Ses priorités sont axées autour du développement économique, des transports, de la formation professionnelle et du développement durable.
L'organisation institutionnelle de la CTJ repose sur des réunions régulières du Conseil, assemblée consultative, et du Bureau, organe décisionnel. Le Bureau soutient et définit les orientations stratégiques de la structure. Il est composé du Président de la Région Franche-Comté, du Préfet ainsi que du Président d'arcjurassien.ch, et se réunit deux à trois fois dans l'année pour donner les impulsions politiques nécessaires aux secteurs prioritaires. Le Conseil se tient une fois par an dans le but de présenter aux acteurs politiques, économiques et institutionnels de l’Arc Jurassien l'avancée des projets menés par la CTJ. Le Secrétariat général assiste le Bureau, le Conseil, et les groupes de travail dans leurs activités sur les plans administratifs et organisationnels et met en œuvre les décisions du Bureau.

## Les priorités de la CTJ

### Formation
Une extension des plateformes de formation transfrontalière est envisagée à l'ensemble de l'Arc jurassien, avec notamment la mise en œuvre de formations bi-nationales. En 2011, le thème du Conseil de la CTJ a été axé autour de la formation. Cette manifestation, qui a réuni un nombre important de professionnels, a permis de lancer des démarches concrètes de collaboration, et notamment la création d’un groupe de travail transfrontalier.

### Enseignement supérieur, recherche et innovation
De nombreux projets franco-suisses ont été menés ou sont en cours sur le territoire de l'Arc jurassien dans les domaines de l'enseignement supérieur, de la recherche et de l'innovation. Ces collaborations sont aujourd’hui encore trop peu développées. C'est pourquoi, afin d’encourager des projets pérennes, la CTJ, en concertation avec les principaux acteurs de l'enseignement supérieur et de la recherche, propose la mise en place d'une communauté du savoir, de la recherche et de l'innovation dans l'Arc jurassien franco-suisse.

### Transport
Afin de dynamiser l'Arc jurassien et de le mettre en interconnexion avec les régions voisines de part et d'autre de la frontière, la CTJ accorde une place privilégiée à la problématique des transports et de la mobilité. Dans ce contexte, un Schéma de cohérence des mobilités transfrontalières de l’Arc jurassien franco-suisse a été publié en 2011, résultat de 18 mois d'étude et de consultation de l'ensemble des partenaires concernés. Cette importante étude explicite la politique de déplacement que les cantons de Berne, Vaud, Neuchâtel et Jura ainsi que la Région et la Préfecture de Franche-Comté souhaitent développer au sein de l'Arc jurassien franco-suisse et de ses zones frontalières.

### Le développement économique
En 2009, la CTJ a publié une étude d'identification des complémentarités économiques sur le périmètre de l'Arc jurassien. Renforcer le système territorial de production transfrontalier axé sur les compétences-métiers communes à l’Arc jurassien franco-suisse, le faire connaître à l’intérieur ainsi qu’à l’extérieur de ce territoire, et l’intégrer dans une perspective de développement global de la région : telles sont les principales préconisations de cette l’étude sur le codéveloppement économique de l’Arc jurassien.

### Emploi
Renforcement des collaborations des services de l'emploi francs-comtois et suisses pour une meilleure gestion de la liberté d'accès au marché de l'emploi.

### Aménagement durable
Les territoires français et suisses de l’Arc jurassien partagent un intérêt commun croissant pour la préservation de l’environnement et des ressources. Afin d’apporter sa  contribution à la thématique du développement durable, la CTJ a ainsi souhaité aborder la problématique de la gestion et de l’élimination des déchets. Ainsi, depuis 2009, des conférences annuelles sont organisées afin que les partenaires puissent se rencontrer et travailler sur des actions transfrontalières.